# Lumi Cavazos
Lumi Cavazos (Monterrey, Nuevo León; 21 de diciembre de 1968), nombre artístico de Luz María Cavazos, es una actriz mexicana de cine, teatro y televisión conocida por su papel en Como agua para chocolate y Gritos de muerte y libertad.

## Trayectoria
Cavazos empezó a actuar desde los 15 años, y estudió en el Centro Universitario de Teatro en la Universidad Nacional Autónoma de México. Debutó en el cine con El secreto de Romelia de Busi Cortés en 1988, y su protagónico en la adaptación de la novela Como agua para chocolate, de Alfonso Arau, le valió el reconocimiento internacional con premios como el de mejor actriz en el Festival Internacional de Cine de Tokio y el Festival de Gramado de Brasil. Gracias a este rol, llamó la atención de la industria estadounidense y se fue a vivir a Los Ángeles, alternando su trabajo entre México y Estados Unidos.
Cavazos también participa en obras de teatro, como en Casi Transilvania y La larga cena de Navidad.

### Vida personal
Lumi está casada con el músico, cantante, compositor y escritor Joselo, guitarrista del grupo mexicano de rock Café Tacuba, con quien tiene dos hijas.

## Filmografía
| Año  | Título                                   | Rol                 | Notas                    |
| ---- | ---------------------------------------- | ------------------- | ------------------------ |
| 2020 | La marca del demonio                     | Cecilia de la Cueva |                          |
| 2019 | Sang del Drac                            | Despoinia           | Cortometraje             |
| 2019 | Olimpia                                  | Mamá de Hernán      |                          |
| 2019 | Esto no es Berlín                        | Susana              |                          |
| 2018 | La promesa                               | Marta               |                          |
| 2010 | Érase una vez en Durango                 | La Madre            |                          |
| 2010 | Rock Marí                                | Raquel              |                          |
| 2009 | La mitad del mundo                       | Juana               |                          |
| 2008 | High School Musical: el desafío (México) | Mamá de Mariana     |                          |
| 2007 | El brassier de Emma                      | Dra. Ortega         |                          |
| 2007 | El clavel negro                          | Ana Domínguez       |                          |
| 2006 | Proyecto Panorama                        | Nico                | Cortometraje             |
| 2005 | Las Buenrostro                           | Aurora              |                          |
| 2005 | 7 días                                   | Lorena              |                          |
| 2003 | Exposed                                  | Laura Silvera       |                          |
| 2003 | Entre dos                                |                     | Cortometraje             |
| 2001 | En el tiempo de las mariposas            | Patria Mirabal      | Película para televisión |
| 2001 | Atlético San Pancho                      | Rebeca              |                          |
| 2000 | Bless the Child                          | Hermana Rosa        |                          |
| 1999 | Entre la tarde y la noche                | Sor Fabiola         |                          |
| 1999 | The Keening                              | Ninfa de bosque     | Cortometraje             |
| 1999 | Máscara                                  | Laura               |                          |
| 1999 | Sugar Town                               | Rocío               |                          |
| 1998 | Fibra óptica                             | María Ponce         |                          |
| 1997 | Sístole diástole                         | La Nena             | Cortometraje             |
| 1997 | Last Stand at Saber River                | Luz                 | Película para televisión |
| 1996 | Land of milk & honey                     | Rosie               |                          |
| 1996 | Bottle Rocket                            | Inez                |                          |
| 1995 | Banditi                                  | Anna                |                          |
| 1995 | Manhattan Merengue!                      | Rosita              |                          |
| 1995 | Viva San Isidro                          | Antonia             |                          |
| 1994 | Del otro lado del mar                    |                     | Cortometraje             |
| 1992 | Mi primer año                            |                     | Cortometraje             |
| 1992 | Serpientes y escaleras                   | Rebeca              |                          |
| 1992 | Como agua para chocolate                 | Tita                |                          |
| 1988 | El secreto de Romelia                    | Blanca              |                          |
| 1987 | En un bosque de la China                 |                     | Cortometraje             |

| Año  | Título                        | Rol                            | Notas        |
| ---- | ----------------------------- | ------------------------------ | ------------ |
| 2024 | Lalola                        | Carola                         | 1 episodio   |
| 2023 | Sierra Madre: Prohibido Pasar | Cristina Salinas               | 9 episodios  |
| 2022 | ¿Quién mató a Sara?           | Tonya Calderón                 | 5 episodios  |
| 2021 | Cecilia                       |                                | 1 episodio   |
| 2018 | Falsos Falsificadores         | Martha                         | 12 episodios |
|      | Falco                         | Silvia                         | 2 episodios  |
| 2017 | Su nombre era Dolores         | Gigi Jara                      | 8 episodios  |
| 2016 | Por siempre Joan Sebastian    | Celia Figueroa                 | 10 episodios |
| 2012 | Los creativos                 |                                | 1 episodio   |
| 2010 | Gritos de muerte y libertad   | Doña Josefa Ortiz de Domínguez | 2 episodios  |
| 2005 | La ley del silencio           | Clemencia                      | 3 episodios  |
| 2004 | Tan infinito como el desierto |                                |              |
| 1994 | El vuelo del águila           | Amada Díaz                     | 1 episodio   |
| 1993 | Tres destinos                 | Cristina                       | 60 episodios |

2018 Paramédicos temp 3  personaje clara 